# Psychomyia spurisi
Psychomyia spurisi is een schietmot uit de familie Psychomyiidae. De soort komt voor in het Oriëntaals gebied.